# Lizzano bianco
Il Lizzano bianco è un vino DOC la cui produzione è consentita nella provincia di Taranto.

## Caratteristiche organolettiche
- colore: paglierino scarico.
- odore: gradevole con caratteristiche di fruttato, delicato.
- sapore: asciutto, fresco, armonico.

## Abbinamenti consigliati
Vino delicato che va abbinato a piatti delicati. Verdura, carne, lumache, pasta fatta in casa e dolci. Si addice molto bene alla frutta.

## Produzione
Provincia, stagione, volume in ettolitri
- Taranto  (1990/91)  577,59
- Taranto  (1991/92)  1112,46
- Taranto  (1992/93)  705,29
- Taranto  (1994/95)  1171,01
- Taranto  (1995/96)  766,45
- Taranto  (1996/97)  804,04